# Baruch Osnia

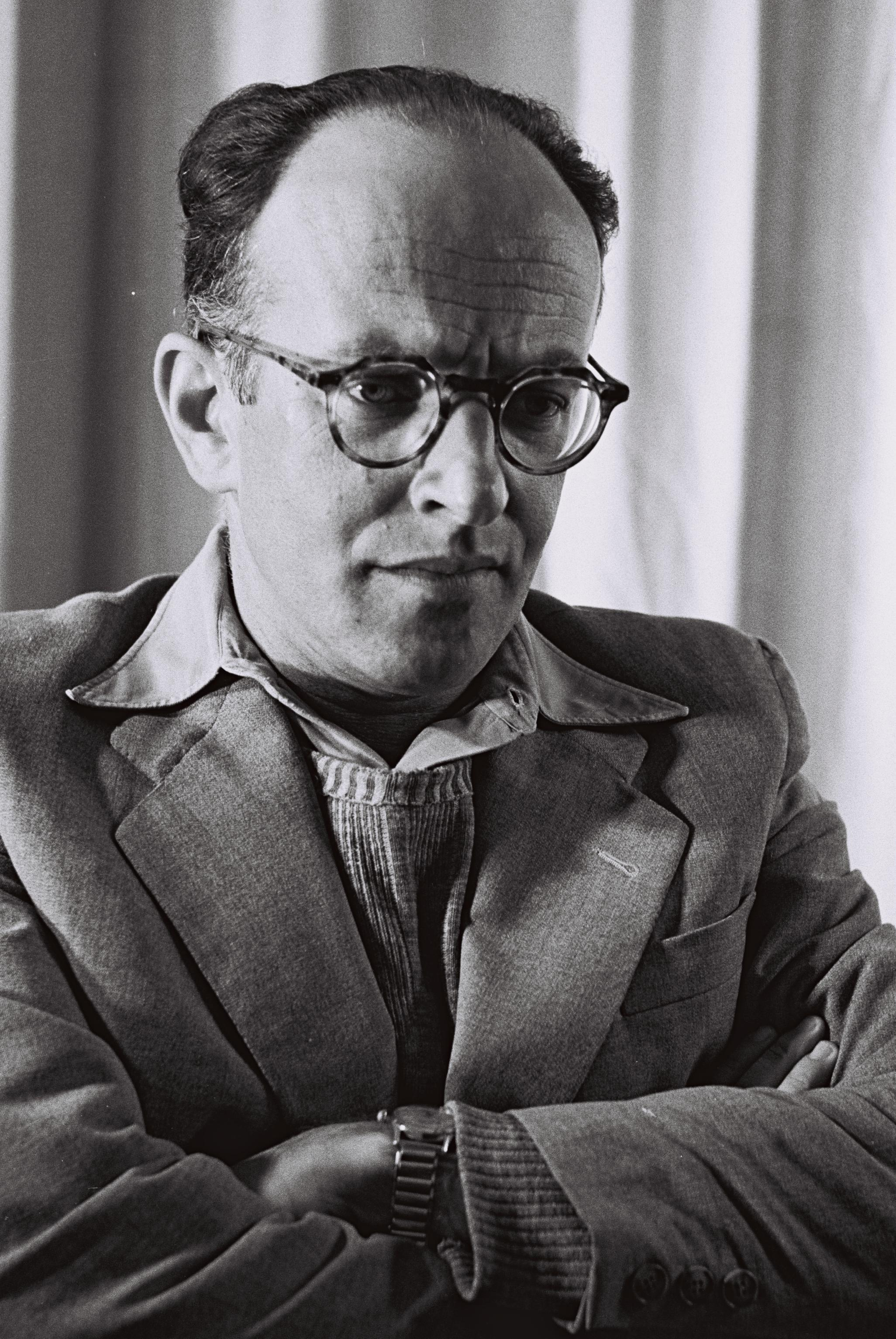
Baruch Azania (1951)

Baruch Osnia, auch Azania, (hebräisch ברוך אזניה; geboren als Boris Eisenstadt 19. September 1905 in Pinsk, Russisches Kaiserreich; gestorben 6. Juli 1994 in Israel) war ein israelischer Politiker.

## Leben
Boris Eisenstadt war ein Sohn des Samuel Eisenstadt (1863–1923) und der Zippora Jehudit Finkelstein (1865–1945); er hatte fünf Geschwister. Seine Eltern übersiedelten ins Deutsche Reich, und er wuchs in Danzig auf, das 1920 als Freistaat Danzig vom Deutschen Reich getrennt wurde. Eisenstadt studierte Jura an der Albertus-Universität Königsberg und wurde 1931 promoviert. Das Referendariat absolvierte er in Danzig und Berlin und wurde Rechtsanwalt in Danzig. Er war Rechtsberater der jüdischen Jugendorganisationen Habonim und Hechalutz. Im Jahr 1929 wurde er Sekretär der deutschen Poale Zion. Nach der Machtübergabe an die Nationalsozialisten 1933 ging Baruch Osnia nach Palästina. Er arbeitete als Lehrer, wurde Funktionär der Histadrut und war von 1937 bis 1952 Mitglied des Kibbutz Givat Chaim. Osnia heiratete 1937 die Lehrerin Toni Simon, die aus Bingen stammte. 
Osnia wurde Mitglied der Partei Mapai. Er wurde nach der Staatsgründung Israels im Februar 1951 als Nachrücker von Abba Hushi Abgeordneter der ersten Knesset. Bei den Parlamentswahlen im Juli 1951 konnte er seinen Sitz verteidigen und wurde bei den folgenden Wahlen in den Jahren 1955, 1959, 1961 und 1965 jeweils für die Mapai und ihre Nachfolgebündnisse wiedergewählt. Er verlor seinen Sitz bei der Wahl im Jahr 1969.